# مركزات بروتين الأوراق

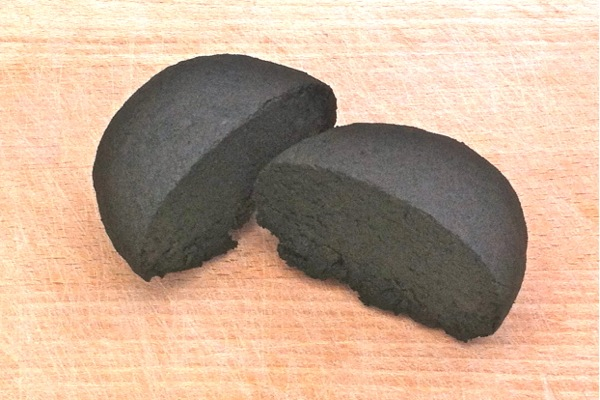
مركزات بروتين الأوراق (Leafu) المصنوعة من القراص الكبير

إن مركزات بروتين الأوراق (LPC) هي صورة مركزة من البروتينات الموجودة في أوراق النباتات. وقد تم اختبارها كأحد مصادر الغذاء للإنسان أو الحيوان، وذلك لأنها تقريبًا أرخص مصادر البروتين المتاحة وأكثرها توفرًا. وعلى الرغم من أنه يمكن للإنسان الحصول على بعض حاجته من البروتين عن طريق الاستخدام المباشر لتلك الأوراق مثل الخضروات الورقية، فإن الجهاز الهضمي عند الإنسان لن يستطيع أن يهضم تلك الكمية الضخمة من الأوراق اللازمة للوفاء بالمقدار اليومي المطلوب من البروتين.

## الاستخدام
نشأت فكرة استخدام مركزات بروتين الأوراق كمصدر لغذاء الإنسان في الستينيات من القرن العشرين، ولكنه لم تحقق النجاح المرجو، على عكس التوقعات الأولية لذلك. ولكن بعد أن أكد بيري (1971 و1975)، وهو إنجليزي وحاصل على جائزة نوبل، على أهمية تلك البروتينات، زادت أهمية الموضوع مرة أخرى. كذلك، فإن الاعتماد المتزايد على تربية الحيوانات في حقول التسمين لاستخدامها في سد حاجة الإنسان من اللحوم أدى إلى زيادة الطلب على مصادر أرخص للبروتين النباتي. بدوره، أدى هذا مؤخرًا إلى عودة الاهتمام بمركزات بروتين الأوراق لتقليل استخدام مصادر البروتين النباتي الصالحة لاستهلاك الإنسان في تغذية الحيوانات.

## المشكلات الصحية
يعد بروتين الأوراق أحد مصادر الأحماض الأمينية الهامة، حيث يحتوي على الميثونين كعامل محدد. كذلك، تعتبر أوراق البروتين مصدرًا غنيًا بالبوليفينولات. هناك العديد من التحديات التي يجب التغلب عليها قبل أن يتم اعتماد مركزات بروتين الأوراق المستخلصة من نبات الفصفصة والكسافا، وهما محصولان عاليا الكثافة وأحاديا الزراعة، كمصدر صالح للبروتين يحتوي على كمية كبيرة من الألياف الغذائية وبعض العوامل المضادة للتغذية مثل حمض الفايتيت والسيانيد والتانينات. وفي هذا الصدد، يوجد لدى منظمة نباتات من أجل الحياة (Leaf for Life)، وهي منظمة لا تهدف إلى الربح ولكنها متخصصة في مكافحة سوء التغذية عن طريق التشجيع على استخدام الخضروات والمحاصيل الورقية، معلومات هائلة عن كيفية إنتاج مركزات بروتين الأوراق باستخدام أنواع عديدة من النباتات التي لاتحتوي على كميات كبيرة من مضادات التغذية الموجودة في أوراق الكاسفا أو الفصفصة، والتي يمكن إزالة الألياف الغذائية منها عن طريق بعض العمليات التقنية البسيطة.

## طرق الإنتاج
بوجه عام، يتم إنتاج مركزات بروتين الأوراق عن طريق فصل لب الأوراق واستخراج الشراب منها، ثم تسخين ذلك الشراب حتى يتجمد البروتين، ثم يُصفى البروتين ويجفف.

## وصلات خارجية
- A step-by-step guide to making leaf protein concentrate (leafu)
- Leaf Protein Concentrate: A Field Guide for Small Scale Programs
- Leaf Concentrate Resources at Leaf for Life